# Ecleora nana
Ecleora nana är en fjärilsart som beskrevs av Fernandez. Ecleora nana ingår i släktet Ecleora och familjen mätare. Inga underarter finns listade i Catalogue of Life.